# Bringer of Plagues
Bringer of Plagues es el segundo álbum de la banda de death metal Divine Heresy.

## Lista de temas
1. "Facebreaker"
2. "The Battle of J. Casey"
3. "Undivine Prophecies"
4. "Bringer of Plagues"
5. "Redefine"
6. "Anarchaos"
7. "Monolithic Doomsday Devices"
8. "Letter to Mother"
9. "Enemy Kill"
10. "Darkness Embedded"
11. "The End Begins"
12. "Forever the Failure"

## Miembros
- Travis Neal - Voz
- Dino Cazares - Guitarra
- Joe Payne - Bajo
- Tim Yeung - Batería